# نصف فعل (اختلال ضال)
«نصف فعل» (بالإنجليزية: Half Measures)‏ هي الحلقة الثانية عشر للموسم الثالث من مسلسل إيه إم سي التلفزيوني الدرامي اختلال ضال. كتبها سام كاتلين وبيتر غولد وأخرجها آدم بيرنستاين، بُثَّت على إيه إم سي في 6 يونيو 2010.

## وصلات خارجية
- «نصف فعل» على إيه إم سي (بالإنجليزية)
- «نصف فعل» على قاعدة بيانات الأفلام على الإنترنت (بالإنجليزية)